# Чан Хён Су
Чан Хён Су (кор. 장현수, общепринятая латинская транскрипция — Jang Hyunsoo; род. 28 сентября 1991, Сеул) — южнокорейский футболист, защитник клуба «Аль-Гарафа».

## Клубная карьера
В юности играл за команду Университета Ёнсе.
В 2012 году перебрался в Японию и начал профессиональную карьеру в клубе «Токио», выступающем в Джей-лиге. Дебютный матч за команду сыграл 6 марта 2012 года против австралийского «Брисбен Роар» в рамках Лиги чемпионов АФК, а в чемпионате страны дебютировал 8 апреля 2012 года в игре против «Кавасаки Фронтале». 27 октября того же года в игре против «Консадоле Саппоро» забил свой первый гол в официальных матчах. За два сезона в японской команде защитник принял участие в 40 матчах в чемпионате страны и забил 4 гола.
В 2014 году перешёл в китайский клуб «Гуанчжоу Фули».

## Карьера в сборной
Выступал за молодёжную сборную Республики Корея, в её составе принимал участие в чемпионате мира среди 20-летних в 2011 году, сыграл во всех четырёх матчах своей команды и забил гол в ворота малийцев.
В составе олимпийской сборной страны стал в 2014 году победителем Азиатских игр, на турнире принял участие в семи матчах и забил два гола.
В главной сборной страны дебютировал 18 июня 2013 года в матче против Ирана. В 2015 году участвовал в финальном турнире Кубка Азии, сыграл во всех шести матчах и стал серебряным призёром. Также в 2015 году стал победителем Кубка восточной Азии, в рамках этого турнира, 5 августа 2015 года в игре с Японией забил свой первый гол за национальную команду.